# Nicolas Crosbie
Nicolas Crosbie (født 2. april 1980) er en fransk tidligere professionel cykelrytter.